# Alexandros Mavrokordatos (1636-1709)
Alexander Mavrocordatos (in greco Ἀλέξανδρος Μαυροκορδάτος?; Costantinopoli, 7 settembre 1636 – Costantinopoli, 23 dicembre 1709) era un membro della famiglia greca dei Maurocordato, dottore in Filosofia e Medicina all'Università di Bologna e Dragomanno della Sublime Porta presso il Sultano Mehmed IV nel 1673, fu in particolare impegnato nei negoziati con la Monarchia asburgica durante la guerra austro-turca.

## Biografia
Nato da una famiglia fanariota di Chio, era figlio di Nikolaos Mavrocordatos mercante di seta a Costantinopoli e Roxana Beglitzi conosciuta come Loxandra Scarlatou. Ha compiuto studi umanistici in Italia presso il Collegio Greco di Roma e poi medicina e filosofia a Padova e Bologna. Tornato a Costantinopoli, fu direttore della Scuola patriarcale dal 1665 al 1672. Scrisse libri di sintassi, storia e retorica greca e fu il medico di diversi ambasciatori stranieri presso la Sublime Porta. Dopo aver ricoperto le più alte cariche civili del Patriarcato ecumenico di Costantinopoli come "Exaporite" e Gran Logoteta, divenne segretario del Gran Dragomanno Panagiotis Nikousios, al quale succedette all'età di 32 anni.
Soprannominato "Exaporite", ricoprì la carica di Gran Dragomanno dal 1673 al 1709 e ottenne il diritto di indossare un berretto di ermellino e di uscire a cavallo con una guardia armata. Gli fu anche concesso di avere uno stemma (una fenice che risorge dalle ceneri). Nel 1670 sposò Sultane, figlia di Ioannis Chrysokoulos e nuora di Iliaș Alexandru, principe di Moldavia.
Questo successo gli procurò naturalmente dei nemici e nel 1683 fu imprigionato con la moglie e la madre, che morì in carcere nel 1684. Gli fu inflitta una multa di 300 borse e gli fu permesso di riprendere le sue funzioni di Drogman. Nel 1698 fu nuovamente imprigionato, ma l'anno successivoredasse la pace di Carlowitz con gli austriaci. Fu nominato Reichsgraf del Sacro Romano Impero dall'imperatore Leopoldo I d'Asburgo. Nel 1689, Alexander Mavrocordatus divenne membro dell'Accademia Cesarea Leopoldina.
La sua autorità, insieme a quella di Amcazade Köprülü Hüseyin Pascià e di Rami Mehmed Pascià, era suprema alla corte di Mustafa II e si adoperò molto per migliorare la condizione dei cristiani nell'Impero ottomano. Nel 1700 fu Consigliere di Stato, ma nel 1703 dovette rifugiarsi nell'Ambasciata di Francia a Costantinopoli e pagare un nuovo contributo di 200 borse per ottenere il ritorno in grazia ed essere richiamato a corte dal sultano Ahmed III. . Morì a Costantinopoli nel 1709 lasciando un patrimonio valutato in 500 borse.

## Discendenza
Dalla sua unione con Sultane Chrysokoulos nacquero:
- Ruxandra, nata nel 1673, sposò Matthaios (1664-1708), figlio del principe Grigore I Ghica.
- Scarlat (1678-1699) sposò Ilinca, figlia di Constantin Brâncoveanu.
- Nicholas Mavrocordatos (1680-1730) Hospodar di Moldavia dal 1709 al 1710 e dal 1711 al 1715 poi Hospodar di Valacchia dal 1715 al 1716 e dal 1719 al 1730.[1]
- Giovanni Mavrocordatos (1684-1719) Hospodar di Valacchia dal 1716 al 1719.